# Allor ch'io dissi addio
Allor ch'io dissi addio (HWV 80) és una cantata secular dramàtica (una composició vocal amb un acompanyament instrumental) composta per Georg Friedrich Händel cap el 1707–08. Està escrita per a veu de soprano. Altres catàlegs de la música de Händel categoritzen l'obra com a HG l,8 (no hi ha cap indicació de HHA). El títol de la cantata es pot traduir per "Quan vaig dir adéu".
La cantata és una de les moltes que Händel va compondre a Roma quan uns 22 anys. Una interpretació típica de l'obra dura aproximadament vuit minuts.
L'argument va sobre una persona que pensava que podia controlar els seus sentiments quan perdia al seu ésser estimat, però això resulta impossible.

## Estructura
L'obra està escrita per a solo de soprano i teclat (amb algunes indicacions de baix continu). La cantata conté dos recitatiu-ària aparellats. L'obra consta de quatre moviments:
| Moviment | Tipus     | Tonalitat | Compàs | Tempo           | Compassos | Text |
| -------- | --------- | --------- | ------ | --------------- | --------- | --- |
| 1        | Recitatiu |           | 4/4    |                 | 17        | Allor ch'io dissi addio e ch'io lasciai quel memorabil loco, dove nacque il mio foco, pensò folle il cor mio tutti gli ardori suoi render di gelo, e fortuna cangiar per cangiar cielo. Ahi lassa! che mi seque En ogni tempo, en ogni parte amore. E di notte e di giorno Un tutte l'mena tot'occhio della mente, rende l'amato oggetto ognor presente. |
| 2        | Aria      | Re menor  | 4/4    | Allegro         | 44        | Fill qual cerva ferita che fugge, dalla Home che l'ancide e l'impiaga, Ma se meco è lo stral che mi strugge lontamanza no salda la piaga. |
| 3        | Recitatiu |           | 4/4    |                 | 13        | Anzi se nacque il mio amoroso desio d'una bella virtù figlio innocente, sia lontano o presente, sempre fisso è nel cor l'amato oggetto, ne un così giusto affetto, resiste di ragion l'alto consiglio, ch'anzi un sequir m'esorta un campana'amor che di virtude è figlio.                                                                               |
| 4        | Aria      | Fa major  | 4/4    | Un tempo giusto | 20        | Il dolce foco mio, ch'accende un Bel desio, amor lusinga. Ma nasce un rio Timor, onde languisce il cor, che gli no finga. |